# Bolentina
Bolentina (IPA: /bolenˈtina/) è una frazione del comune di Malé, in Trentino-Alto Adige.

## Storia

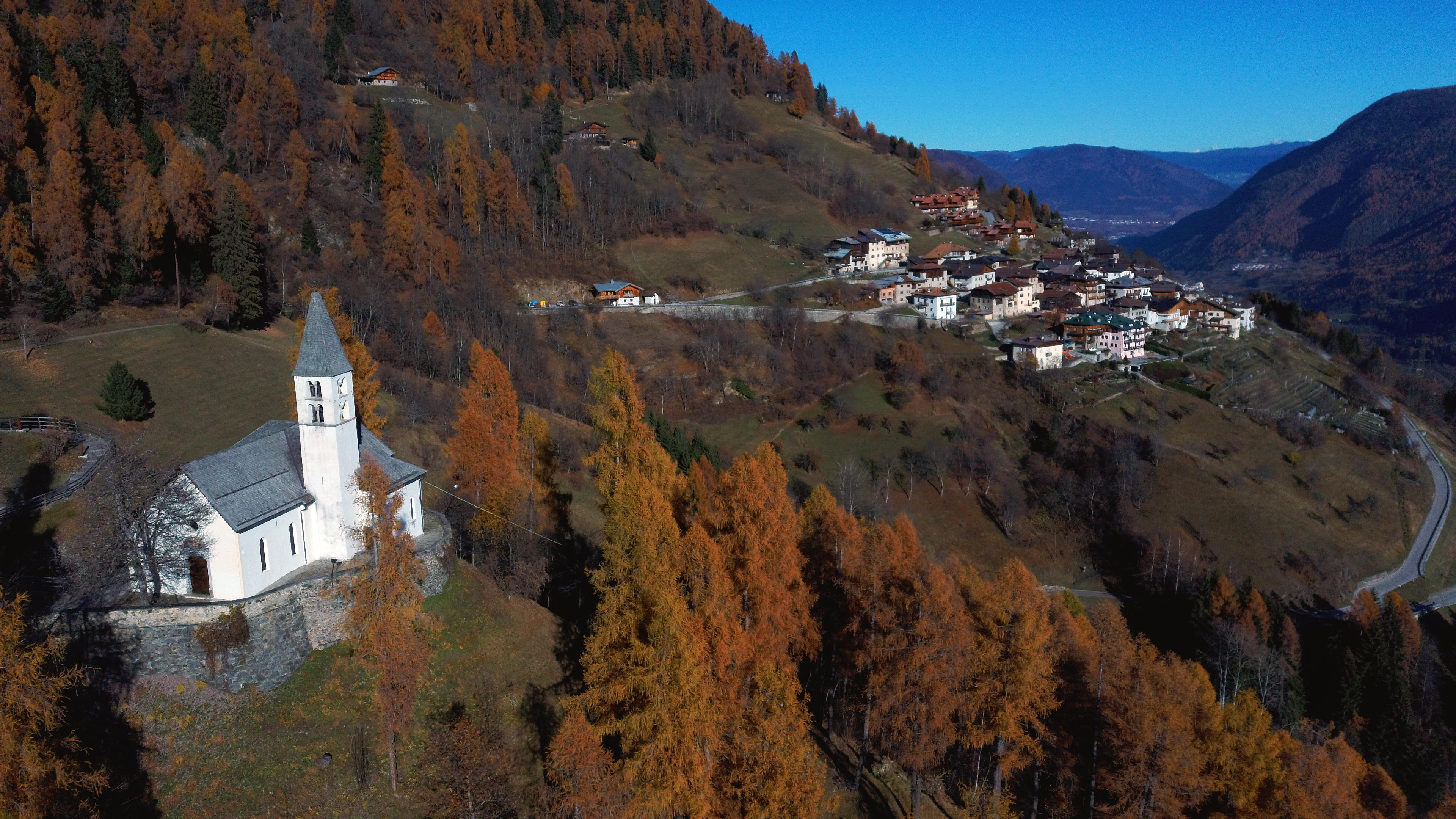
Bolentina con la chiesa di San Valentino

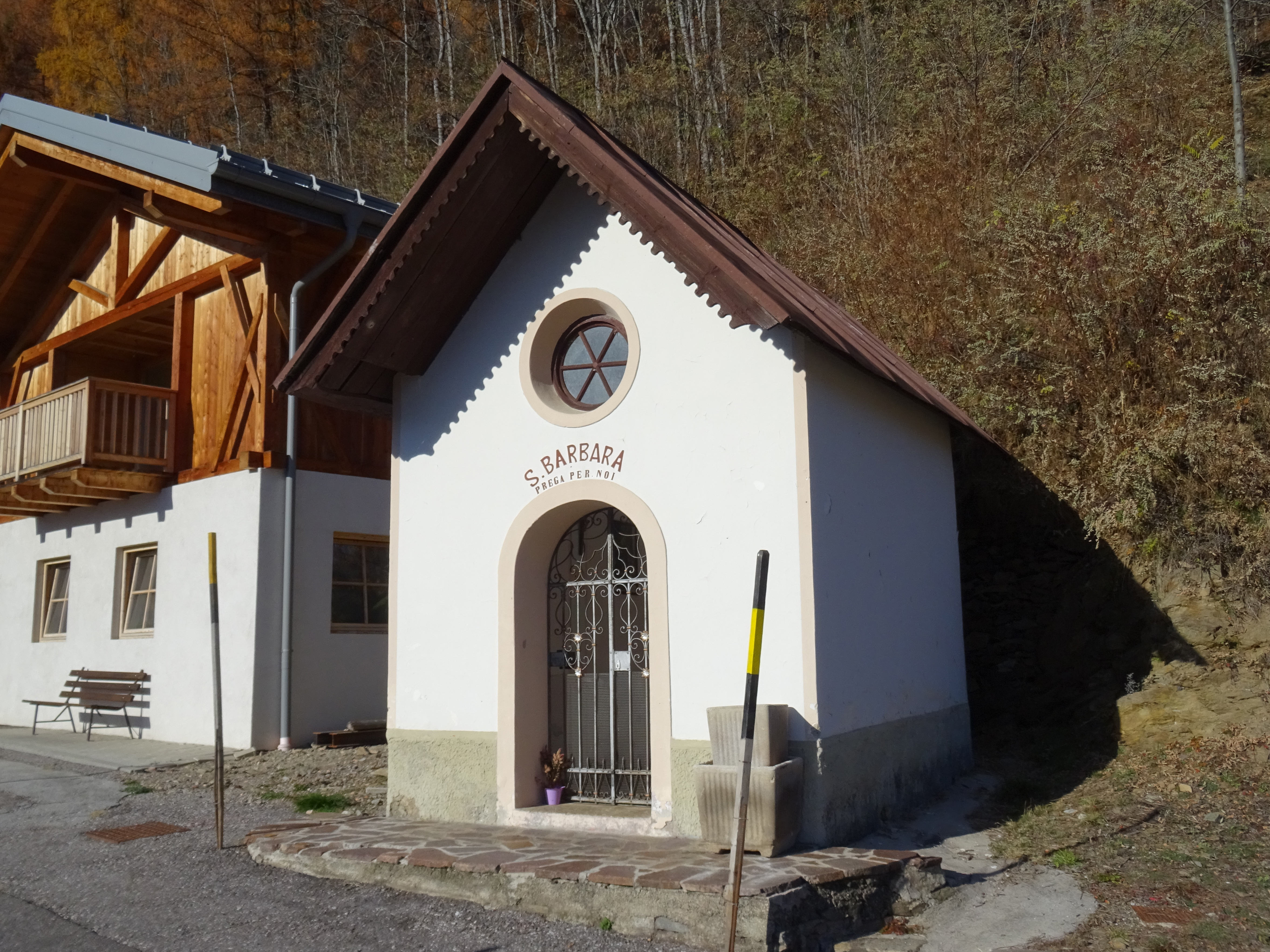
Cappella dedicata a santa Barbara, di epoca ottocentesca

Nel periodo del Regno d'Italia napoleonico Bolentina fece parte del municipio di Malé.
Divenne successivamente comune autonomo fino al 1928 quando fu aggregato a Dimaro. Nel 1953 passò a Monclassico e infine nel 1970 diventò frazione di Malé.

## Monumenti e luoghi d'interesse
- Chiesa di San Valentino, conosciuta in passato come Chiesa di Santa Maria Maddalena al Monte, edificio religioso testimoniato nel XIII secolo, costruito probabilmente sulla base di un castelliere preistorico, fu consacrato nel 1474.[2]